# Багтыярлык (нефтяной проект)
Багтыярлык (туркм. Bagtyyarlyk) — туркменский нефтегазовый проект по условиям соглашения о разделе продукции. Соглашение о разделе продукции, подписанное 17 июля 2007 года между Государственным агентством по управлению и использованию углеводородных ресурсов при Президенте Туркменистана и Китайской национальной нефтегазовой корпорации (CNPC) на срок более 30 лет, охватывает участок на правобережье Амударьи.
В рамках проекта предусмотрена разработка нефти и газа в Лебапском велаяте. Район разработки включает в себя месторождения Самандепе и Алтын Асыр. Разведанные запасы блока составляют 1,3 трлн кубометров газа, более 20 млн тонн нефти и 20 млн тонн газового конденсата.
Оператор проекта Багтыярлыка — китайская нефтяная компания CNPC. Добыча газа в 2009 году составила 13 млрд м3.